# Bleiburger Straße
Die Bleiburger Straße (B 81) ist eine Landesstraße in Österreich. Sie führt bei einer Länge von 33,9 km von Sittersdorf oberhalb des Jauntales nach Bleiburg und von dort hinab ins Drautal nach Lavamünd an der Staatsgrenze nach Slowenien.

## Geschichte
Die Eberndorf-Lavamünder Straße gehört seit dem 1. Jänner 1950 zum Netz der Bundesstraßen in Österreich.
Seit dem 1. Oktober 1972 beginnt die Bleiburger Straße in Sittersdorf, der bisherige Streckenabschnitt zwischen Eberndorf und Loibegg wurde zur Landesstraße abgestuft.